# يوسف بن هارون الرمادي
أبو عمر يوسف بن هارون الرمادي الكندي (المتوفي عام 403 هـ) شاعر أندلسي.
ينتسب أبو عمر وقيل أبي جنيش يوسف بن هارون الرمادي إلى قبيلة كندة، وترجع نسبة الرمادي إلى رمادة بالمغرب التي كان يسكنها أحد أجداده. تتلمذ صناعة الأدب على يد يحيى بن هذيل، وروى عن أبي علي القالي كتابه «النوادر».
سجنه الخليفة الحكم المستنصر بالله مع بعض شعراء في شعر ظهر في ذم للسلطان، وفي السجن كتب كتابه «الطير» الذي وصف فيه كل طير. وخرج من سجنه في عهد الخليفة هشام المؤيد بالله. وقد نقل ابن عبد البر جانبًا من أشعاره في بعض مؤلفاته.
توفي يوسف بن هارون الرمادي عام 403 هـ في اليوم الموافق ليوم العنصرة.